# Stevan Bates
Stevan Bates (in serbo Стеван Батес?; Belgrado, 29 novembre 1981) è un allenatore di calcio ed ex calciatore serbo, di ruolo difensore.

## Carriera

### Club
Bates vestì le maglie di Železničar, Železnik, che poi lo cedettero con la formula del prestito ai russi dell'Alanija Vladikavkaz. Tornò poi in patria, per giocare nelle file del Rad Belgrado. Le successive tappe della sua carriera lo videro giocare con la maglia dei francesi dello Châteauroux e degli azeri del Baku.
Il 23 agosto 2010 fu reso noto il suo passaggio ai norvegesi del Tromsø. Esordì nella Tippeligaen in data 19 settembre, quando fu titolare nel successo per 5-3 sul Sandefjord. Non riuscì però ad imporsi in squadra e lasciò il club alla fine del campionato 2010 per tornare in Azerbaigian.
Il 15 gennaio 2016 ha firmato nuovamente per il Rad Belgrado.

## Palmarès
- Coppa d'Azerbaigian: 2

Baku: 2009-2010, 2011-2012